# Parque e Reserva Nacional Montanhas Torngat
O Parque Nacional Montanhas Torngat (em inglês: Torngat Mountains National Park) é uma área protegida localizada na Península do Labrador na província de Terra Nova e Labrador no Canadá. Foi demarcado em 2005, e cobre uma área de 9,7 mil km². O parque tem como objetivo proteger a vida selvagem do local, o qual incluem-se caribus, falcões, ursos polares, águias, entre outros.